# ماردردالز

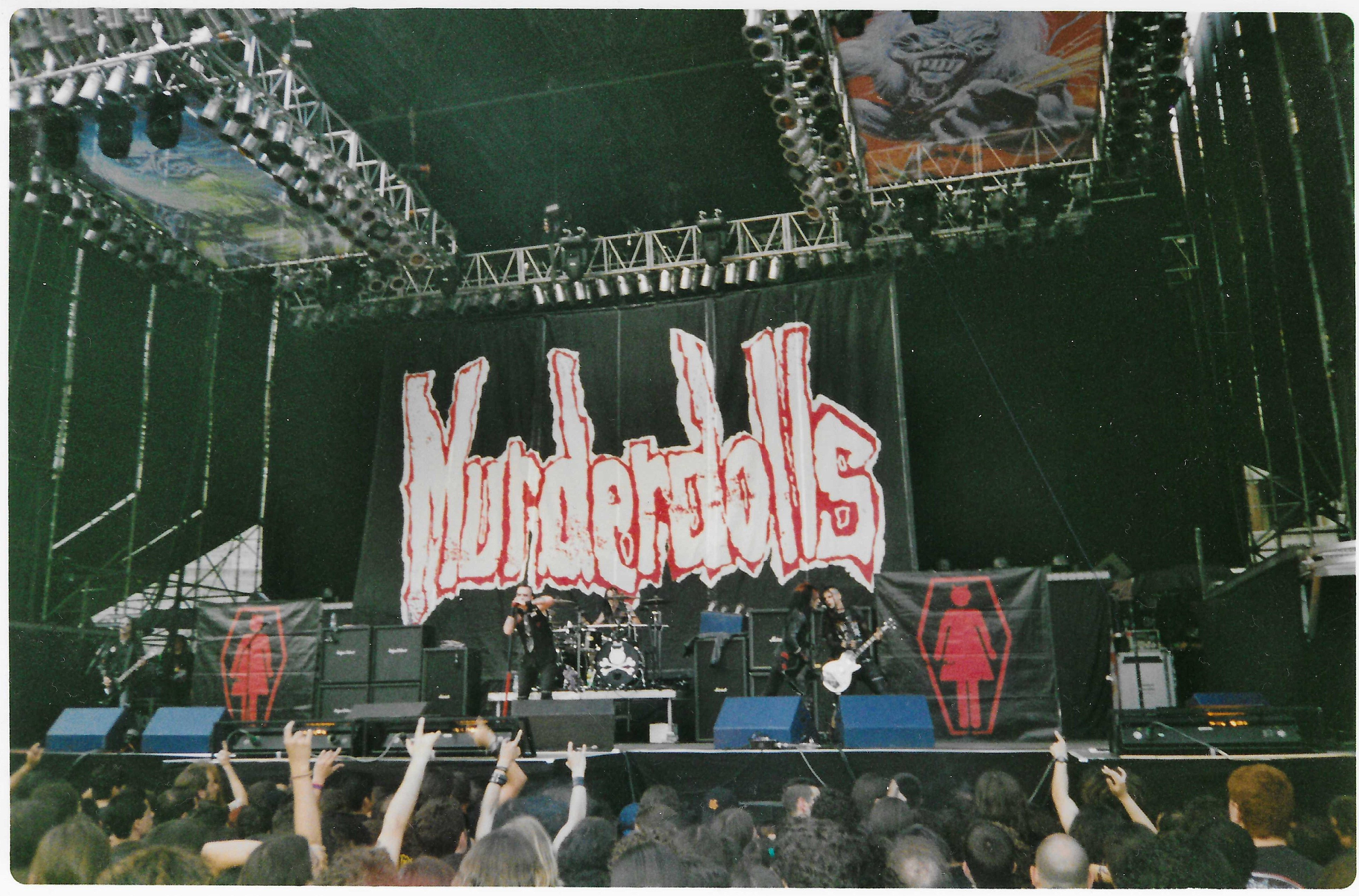
کنسرت Murderdolls

مردردالز یک گروه راک آمریکایی بود که در سال ۲۰۰۲ در هالیوود، کالیفرنیا تشکیل شد.
این بند متشکل از اعضای اصلی ونزدی ۱۳ و جوی جوردیسون بود در حالی که اعضای سابق آن شامل بن گریوز، اسی اسلید، اریک گریفین و تریپ ایزن بودند.

## اعضا

### اعضای اصلی
- ونزدی ۱۳: خواننده اصلی، گیتار (۲۰۰۲ تا ۲۰۰۴، ۲۰۱۰ تا ۲۰۱۱)
- جوی جوردیسون: گیتار، همخوان (۲۰۰۲ تا ۲۰۰۴، ۲۰۱۰ تا ۲۰۱۱)
- تریپ ایزن: گیتار، همخوان (سال ۲۰۰۲)
- اریک گریفین: گیتار بیس، همخوان (۲۰۰۲ تا ۲۰۰۴)
- بن گریوز: درامز (۲۰۰۲ تا ۲۰۰۴)

### اعضای تور
- رومان سورمان: گیتار، همخوان (۲۰۱۰ تا ۲۰۱۱)
- جک تانکرزلی: گیتار بیس (۲۰۱۰ تا ۲۰۱۱)
- راچی شِی: درامز (۲۰۱۰ تا ۲۰۱۱)
- جیسون وست: درامز (۲۰۱۱)

## آثار

### آلبوم‌ها
- Right to Remain Violent (سال ۲۰۰۲)
- Beyond the Valley of the Murderdolls (سال ۲۰۰۲)
- Women and Children Last (سال ۲۰۱۰)